# Taraconica pauliani
Taraconica pauliani là một loài bướm đêm trong họ Noctuidae.